# Juice Wrld/Diskografie
Diese Diskografie ist eine Übersicht über die musikalischen Werke des US-amerikanischen Rappers Juice Wrld. Den Schallplattenauszeichnungen zufolge hat er bisher mehr als 171 Millionen Tonträger verkauft, davon alleine in seiner Heimat über 134,5 Millionen. Seine erfolgreichste Veröffentlichung ist die Single Lucid Dreams (Forget Me) mit über 16,7 Millionen Verkäufen.

## Alben

### Studioalben
| Jahr                        | Titel Musiklabel                                                 | Höchstplatzierung, Gesamtwochen, AuszeichnungChartplatzierungen (Jahr, Titel, Musiklabel, Platzierungen, Wochen, Auszeichnungen, Anmerkungen) | Höchstplatzierung, Gesamtwochen, AuszeichnungChartplatzierungen (Jahr, Titel, Musiklabel, Platzierungen, Wochen, Auszeichnungen, Anmerkungen) | Höchstplatzierung, Gesamtwochen, AuszeichnungChartplatzierungen (Jahr, Titel, Musiklabel, Platzierungen, Wochen, Auszeichnungen, Anmerkungen) | Höchstplatzierung, Gesamtwochen, AuszeichnungChartplatzierungen (Jahr, Titel, Musiklabel, Platzierungen, Wochen, Auszeichnungen, Anmerkungen) | Höchstplatzierung, Gesamtwochen, AuszeichnungChartplatzierungen (Jahr, Titel, Musiklabel, Platzierungen, Wochen, Auszeichnungen, Anmerkungen) | Anmerkungen                                                 |
| Jahr                        | Titel Musiklabel                                                 | DE | AT | CH | UK | US | Anmerkungen                                                 |
| --------------------------- | ---------------------------------------------------------------- | --- | --- | --- | --- | --- | ----------------------------------------------------------- |
| 2018                        | Goodbye & Good Riddance Grade A Productions / Interscope Records | DE54 Gold · (51 Wo.)DE | AT26 (65 Wo.)AT | CH66 (5 Wo.)CH | UK23 Platin · (167 Wo.)UK | US4 ×5Fünffachplatin · (… Wo.)US | Erstveröffentlichung: 23. Mai 2018 Verkäufe: + 6.223.500    |
| 2019                        | Death Race for Love Grade A Productions / Interscope Records     | DE32 (2 Wo.)DE | AT13 (7 Wo.)AT | CH16 (3 Wo.)CH | UK12 Platin · (57 Wo.)UK | US1 ×2Doppelplatin · (287 Wo.)US | Erstveröffentlichung: 8. März 2019 Verkäufe: + 2.435.000    |
| Posthume Veröffentlichungen |                                                                  | | | | | |                                                             |
|                             |                                                                  | | | | | |                                                             |
| 2020                        | Legends Never Die Grade A Productions / Interscope Records       | DE4 Gold · (… Wo.)DE | AT2 (112 Wo.)AT | CH2 (41 Wo.)CH | UK1 Platin · (98 Wo.)UK | US1 ×2Doppelplatin · (230 Wo.)US | Erstveröffentlichung: 10. Juli 2020 Verkäufe: + 2.695.000   |
| 2021                        | Fighting Demons Grade A Productions / Interscope Records         | DE12 (16 Wo.)DE | AT12 (14 Wo.)AT | CH12 (5 Wo.)CH | UK8 Gold · (15 Wo.)UK | US2 (73 Wo.)US | Erstveröffentlichung: 10. Dezember 2021 Verkäufe: + 127.500 |
| 2024                        | The Party Never Ends Grade A Productions / Interscope Records    | DE27 (2 Wo.)DE | AT10 (2 Wo.)AT | CH11 (2 Wo.)CH | UK5 (4 Wo.)UK | US4 (17 Wo.)US | Erstveröffentlichung: 29. November 2024                     |

### Mixtapes
| Jahr | Titel Musiklabel                        | Höchstplatzierung, Gesamtwochen, AuszeichnungChartplatzierungen (Jahr, Titel, Musiklabel, Platzierungen, Wochen, Auszeichnungen, Anmerkungen) | Höchstplatzierung, Gesamtwochen, AuszeichnungChartplatzierungen (Jahr, Titel, Musiklabel, Platzierungen, Wochen, Auszeichnungen, Anmerkungen) | Höchstplatzierung, Gesamtwochen, AuszeichnungChartplatzierungen (Jahr, Titel, Musiklabel, Platzierungen, Wochen, Auszeichnungen, Anmerkungen) | Höchstplatzierung, Gesamtwochen, AuszeichnungChartplatzierungen (Jahr, Titel, Musiklabel, Platzierungen, Wochen, Auszeichnungen, Anmerkungen) | Höchstplatzierung, Gesamtwochen, AuszeichnungChartplatzierungen (Jahr, Titel, Musiklabel, Platzierungen, Wochen, Auszeichnungen, Anmerkungen) | Anmerkungen                                                                        |
| Jahr | Titel Musiklabel                        | DE | AT | CH | UK | US | Anmerkungen                                                                        |
| ---- | --------------------------------------- | --- | --- | --- | --- | --- | ---------------------------------------------------------------------------------- |
| 2015 | What is Love? Selbstvertrieb            | — | — | — | — | — | Erstveröffentlichung: 9. Februar 2015 als JuicetheKidd; über SoundCloud erschienen |
| 2018 | Wrld on Drugs Epic Records / Sony Music | DE87 (1 Wo.)DE | AT44 (1 Wo.)AT | CH54 (1 Wo.)CH | UK23 Silber · (2 Wo.)UK | US2 Platin · (34 Wo.)US | Erstveröffentlichung: 19. Oktober 2018 Verkäufe: + 1.147.500; mit Future           |

### EPs
| Jahr | Titel                        | Anmerkungen                                                                        |
| ---- | ---------------------------- | ---------------------------------------------------------------------------------- |
| 2016 | Juiced Up The EP             | Erstveröffentlichung: 31. Januar 2016 als JuicetheKidd; über SoundCloud erschienen |
| 2017 | Affliction                   | Erstveröffentlichung: 17. Februar 2017 über SoundCloud erschienen                  |
| 2017 | Heartbroken in Hollywood 999 | Erstveröffentlichung: 12. April 2017 über SoundCloud erschienen                    |
| 2017 | 999                          | Erstveröffentlichung: 15. Juni 2017 über SoundCloud erschienen                     |
| 2017 | BingeDrinkingMusic           | Erstveröffentlichung: 29. Oktober 2017 über SoundCloud erschienen                  |
| 2017 | Nothings Different           | Erstveröffentlichung: 22. Dezember 2017 über SoundCloud erschienen                 |
| 2018 | Too Soon..                   | Erstveröffentlichung: 22. Juni 2018                                                |
| 2018 | Up Next Session: Juice Wrld  | Erstveröffentlichung: 3. Juli 2018                                                 |

## Singles

### Als Leadmusiker
| Jahr | Titel Album                                          | Höchstplatzierung, Gesamtwochen, AuszeichnungChartplatzierungen (Jahr, Titel, Album, Platzierungen, Wochen, Auszeichnungen, Anmerkungen) | Höchstplatzierung, Gesamtwochen, AuszeichnungChartplatzierungen (Jahr, Titel, Album, Platzierungen, Wochen, Auszeichnungen, Anmerkungen) | Höchstplatzierung, Gesamtwochen, AuszeichnungChartplatzierungen (Jahr, Titel, Album, Platzierungen, Wochen, Auszeichnungen, Anmerkungen) | Höchstplatzierung, Gesamtwochen, AuszeichnungChartplatzierungen (Jahr, Titel, Album, Platzierungen, Wochen, Auszeichnungen, Anmerkungen) | Höchstplatzierung, Gesamtwochen, AuszeichnungChartplatzierungen (Jahr, Titel, Album, Platzierungen, Wochen, Auszeichnungen, Anmerkungen) | Anmerkungen |
| Jahr | Titel Album                                          | DE | AT | CH | UK | US | Anmerkungen |
| --- | ---------------------------------------------------- | --- | --- | --- | --- | --- | --- |
| 2018 | Lucid Dreams (Forget Me) Goodbye & Good Riddance     | DE36 ×3Dreifachgold · (25 Wo.)DE | AT26* ×2Doppelplatin · (21 Wo.)AT | CH22* (28 Wo.)CH | UK10 ×4Vierfachplatin · (37 Wo.)UK | US2 Diamant + Platin · (48 Wo.)US | Erstveröffentlichung: 16. März 2018 Verkäufe: + 16.710.000 * Höchstplatzierungen erst nach Juice Wrlds Tod 2019, 2018 Platz 41 in AT und 38 in CH |
| 2018 | All Girls Are the Same Goodbye & Good Riddance       | DE— GoldDE | AT— PlatinAT | — | UK53 ×2Doppelplatin · (16 Wo.)UK | US41 ×8Achtfachplatin · (20 Wo.)US | Erstveröffentlichung: 13. April 2018 Verkäufe: + 10.700.000                                                                                       |
| 2018 | Lean wit Me Goodbye & Good Riddance                  | — | AT— GoldAT | — | UK— PlatinUK | US68 ×5Fünffachplatin · (8 Wo.)US | Erstveröffentlichung: 22. Mai 2018 Verkäufe: + 6.175.000                                                                                          |
| 2018 | Legends Fighting Demons (Deluxe) • Too Soon …        | — | — | — | UK98 Gold · (1 Wo.)UK | US29 ×2Doppelplatin · (3 Wo.)US | Erstveröffentlichung: 22. Juni 2018 Verkäufe: + 2.615.000                                                                                         |
| 2018 | Rich and Blind Fighting Demons (Deluxe) • Too Soon … | — | — | — | UK— SilberUK | US— PlatinUS | Erstveröffentlichung: 22. Juni 2018 Verkäufe: + 1.200.000                                                                                         |
| 2018 | Wasted Goodbye & Good Riddance                       | — | — | — | UK— GoldUK | US67 ×3Dreifachplatin · (6 Wo.)US | Erstveröffentlichung: 10. Juli 2018 Verkäufe: + 3.730.000; feat. Lil Uzi Vert                                                                     |
| 2018 | Fine China Wrld on Drugs                             | — | AT61 (1 Wo.)AT | — | UK55 Silber · (3 Wo.)UK | US26 ×3Dreifachplatin · (13 Wo.)US | Erstveröffentlichung: 15. Oktober 2018 Verkäufe: + 3.550.000; mit Future                                                                          |
| 2018 | Armed and Dangerous Goodbye & Good Riddance          | — | AT— GoldAT | — | UK80 Gold · (1 Wo.)UK | US44 ×5Fünffachplatin · (17 Wo.)US | Erstveröffentlichung: 9. November 2018 Verkäufe: + 5.975.000                                                                                      |
| 2018 | Roses Friends Keep Secrets                           | — | — | — | UK— SilberUK | US85 ×2Doppelplatin · (6 Wo.)US | Erstveröffentlichung: 5. Dezember 2018 Verkäufe: + 2.350.000; mit Benny Blanco feat. Brendon Urie                                                 |
| 2019 | Robbery Death Race for Love                          | DE99 Gold · (1 Wo.)DE | AT58 Gold · (12 Wo.)AT | CH92 (1 Wo.)CH | UK39 Platin · (9 Wo.)UK | US27 ×5Fünffachplatin · (19 Wo.)US | Erstveröffentlichung: 15. Februar 2019 Verkäufe: + 6.510.000                                                                                      |
| 2019 | Hear Me Calling Death Race for Love                  | — | — | — | UK58 Silber · (3 Wo.)UK | US38 ×2Doppelplatin · (4 Wo.)US | Erstveröffentlichung: 1. März 2019 Verkäufe: + 2.200.000                                                                                          |
| 2019 | Graduation Friends Keep Secrets 2                    | — | — | — | UK88 Silber · (1 Wo.)UK | US— ×2DoppelplatinUS | Erstveröffentlichung: 30. August 2019 Verkäufe: + 2.200.000; mit Benny Blanco                                                                     |
| 2019 | Bandit Death Race for Love (Bonus Track Version)     | DE— GoldDE | AT70 (3 Wo.)AT | CH58 (8 Wo.)CH | UK42 Platin · (14 Wo.)UK | US10 ×3Dreifachplatin · (20 Wo.)US | Erstveröffentlichung: 4. Oktober 2019 Verkäufe: + 4.095.000; mit Youngboy Never Broke Again                                                       |
| Posthume Veröffentlichungen |                                                      | | | | | | |
| |                                                      | | | | | | |
| 2019 | Let Me Know (I Wonder Why Freestyle) –               | — | — | — | UK— SilberUK | US78 Gold · (3 Wo.)US | Erstveröffentlichung: 12. Dezember 2019 Verkäufe: + 725.000                                                                                       |
| 2020 | Suicidal (Remix) –                                   | — | — | — | — | US20 (20 Wo.)US | Erstveröffentlichung: 13. März 2020 Verkäufe: + 100.000; mit YNW Melly                                                                            |
| 2020 | Righteous Legends Never Die                          | DE48 (3 Wo.)DE | AT26 (3 Wo.)AT | CH38 (3 Wo.)CH | UK26 Gold · (8 Wo.)UK | US11 ×2Doppelplatin · (16 Wo.)US | Erstveröffentlichung: 24. April 2020 Verkäufe: + 2.645.000                                                                                        |
| 2020 | Tell Me U Luv Me Legends Never Die                   | DE— aDE | — | — | UK56 Silber · (1 Wo.)UK | US38 Platin · (4 Wo.)US | Erstveröffentlichung: 29. Mai 2020 Verkäufe: + 1.200.000; mit Trippie Redd                                                                        |
| 2020 | Go F*ck Love                                         | — | — | — | UK43 Gold · (10 Wo.)UK | US52 ×3Dreifachplatin · (5 Wo.)US | Erstveröffentlichung: 12. Juni 2020 Verkäufe: + 3.700.000; mit The Kid Laroi                                                                      |
| 2020 | Life’s a Mess Legends Never Die                      | DE47 (2 Wo.)DE | AT32 (2 Wo.)AT | CH58 (1 Wo.)CH | UK11 Silber · (4 Wo.)UK | US9 Platin · (6 Wo.)US | Erstveröffentlichung: 6. Juli 2020 Verkäufe: + 1.200.000; mit Halsey                                                                              |
| 2020 | Come & Go Legends Never Die                          | DE38 Gold · (17 Wo.)DE | AT15 Gold · (23 Wo.)AT | CH21 (18 Wo.)CH | UK9 Platin · (12 Wo.)UK | US2 ×3Dreifachplatin · (20 Wo.)US | Erstveröffentlichung: 9. Juli 2020 Verkäufe: + 4.445.000; mit Marshmello                                                                          |
| 2020 | Wishing Well Legends Never Die                       | DE88 Gold · (1 Wo.)DE | AT36 (6 Wo.)AT | CH63 (2 Wo.)CH | UK15 Platin · (19 Wo.)UK | US5 ×2Doppelplatin · (20 Wo.)US | Erstveröffentlichung: 28. Juli 2020 Verkäufe: + 2.990.000                                                                                         |
| 2020 | Smile Legends Never Die                              | DE57 (3 Wo.)DE | AT39 (3 Wo.)AT | CH42 (4 Wo.)CH | UK23 Silber · (9 Wo.)UK | US8 Platin · (10 Wo.)US | Erstveröffentlichung: 7. August 2020 Verkäufe: + 1.245.000; feat. The Weeknd                                                                      |
| 2020 | Real Shit Friends Keep Secrets 2                     | DE— bDE | — | — | UK75 (1 Wo.)UK | US72 (1 Wo.)US | Erstveröffentlichung: 1. Dezember 2020 mit Benny Blanco                                                                                           |
| 2020 | Reminds Me of You –                                  | — | — | — | UK63 (4 Wo.)UK | US89 (2 Wo.)US | Erstveröffentlichung: 8. Dezember 2020 mit The Kid Laroi                                                                                          |
| 2021 | Bad Boy –                                            | DE— cDE | AT73 (1 Wo.)AT | CH88 (1 Wo.)CH | UK31 (3 Wo.)UK | US22 (5 Wo.)US | Erstveröffentlichung: 15. Januar 2021 Verkäufe: + 40.000; mit Young Thug                                                                          |
| 2021 | Life’s a Mess II Crazy                               | — | — | — | — | US97 (1 Wo.)US | Erstveröffentlichung: 5. März 2021 mit Clever & Post Malone                                                                                       |
| 2021 | Already Dead Fighting Demons                         | DE21 (3 Wo.)DE | AT24 (1 Wo.)AT | CH26 (2 Wo.)CH | UK25 (3 Wo.)UK | US20 (7 Wo.)US | Erstveröffentlichung: 12. November 2021 |
| 2021 | Wandered to LA Fighting Demons                       | DE89 (1 Wo.)DE | — | CH73 (1 Wo.)CH | UK59 (2 Wo.)UK | US49 (5 Wo.)US | Erstveröffentlichung: 3. Dezember 2021 feat. Justin Bieber                                                                                        |
| 2022 | Cigarettes Fighting Demons (Deluxe)                  | DE55 (1 Wo.)DE | AT50 (1 Wo.)AT | CH77 (1 Wo.)CH | UK37 (2 Wo.)UK | US43 (5 Wo.)US | Erstveröffentlichung: 4. Februar 2022 |
| 2022 | Bye Bye –                                            | DE46 (1 Wo.)DE | AT56 (1 Wo.)AT | CH85 (1 Wo.)CH | UK45 (1 Wo.)UK | US53 Gold · (1 Wo.)US | Erstveröffentlichung: 14. Oktober 2022 Verkäufe: + 500.000; mit Marshmello                                                                        |
| 2022 | In My Head –                                         | DE58 (1 Wo.)DE | AT63 (1 Wo.)AT | CH92 (1 Wo.)CH | UK40 (1 Wo.)UK | US23 (2 Wo.)US | Erstveröffentlichung: 28. Oktober 2022 |
| 2022 | Face 2 Face –                                        | DE— dDE | — | — | UK98 (1 Wo.)UK | US92 (1 Wo.)US | Erstveröffentlichung: 16. Dezember 2022 |
| 2023 | The Light –                                          | DE— eDE | — | — | UK73 (1 Wo.)UK | US86 (1 Wo.)US | Erstveröffentlichung: 23. März 2023 |
| 2023 | Lace It The Party Never Ends                         | — | — | — | UK95 (1 Wo.)UK | US85 (4 Wo.)US | Erstveröffentlichung: 16. Dezember 2023 feat. Eminem & Benny Blanco                                                                               |
| 2024 | AGATS2 (Insecure) The Party Never Ends               | — | — | — | UK89 (1 Wo.)UK | US68 (1 Wo.)US | Erstveröffentlichung: 15. November 2024 feat. Nicki Minaj                                                                                         |
| Folgende Lieder erschienen nicht als Single, wurden aber durch das Album zum Download und Streaming bereitgestellt und konnten somit eine Platzierung erlangen: |                                                      | | | | | | |
| |                                                      | | | | | | |
| 2018 | Jet Lag Wrld on Drugs                                | — | — | — | — | US72 Gold · (1 Wo.)US | Charteinstieg: 3. November 2018 Verkäufe: + 540.000; mit Future feat. Young Scooter                                                               |
| 2018 | Astronauts Wrld on Drugs                             | — | — | — | — | US82 Gold · (1 Wo.)US | Charteinstieg: 3. November 2018 Verkäufe: + 540.000; mit Future                                                                                   |
| 2018 | Make It Back Wrld on Drugs                           | — | — | — | — | US92 (1 Wo.)US | Charteinstieg: 3. November 2018 Verkäufe: + 40.000                                                                                                |
| 2019 | Fast Death Race for Love                             | — | — | CH85 (1 Wo.)CH | UK41 Silber · (2 Wo.)UK | US47 Platin · (2 Wo.)US | Charteinstieg: 21. März 2019 Verkäufe: + 1.280.000                                                                                                |
| 2019 | Empty Death Race for Love                            | — | — | — | UK— GoldUK | US41 ×2Doppelplatin · (4 Wo.)US | Charteinstieg: 23. März 2019 Verkäufe: + 2.425.000                                                                                                |
| 2019 | Maze Death Race for Love                             | — | — | — | UK— SilberUK | US65 Platin · (1 Wo.)US | Charteinstieg: 23. März 2019 Verkäufe: + 1.200.000                                                                                                |
| 2019 | Flaws and Sins Death Race for Love                   | — | — | — | UK— SilberUK | US91 Platin · (1 Wo.)US | Charteinstieg: 23. März 2019 Verkäufe: + 1.200.000                                                                                                |
| 2020 | Conversations Legends Never Die                      | — | — | CH53 (1 Wo.)CH | UK— SilberUK | US7 Platin · (6 Wo.)US | Charteinstieg: 19. Juli 2020 Verkäufe: + 1.220.000                                                                                                |
| 2020 | Hate the Other Side Legends Never Die                | — | — | CH86 (1 Wo.)CH | UK— SilberUK | US10 Platin · (7 Wo.)US | Charteinstieg: 19. Juli 2020 Verkäufe: + 1.225.000; mit Marshmello feat. Polo G & The Kid Laroi                                                   |
| 2020 | Blood on My Jeans Legends Never Die                  | — | — | — | UK— SilberUK | US12 Platin · (4 Wo.)US | Charteinstieg: 25. Juli 2020 Verkäufe: + 1.200.000                                                                                                |
| 2020 | Titanic Legends Never Die                            | — | — | — | — | US14 Gold · (2 Wo.)US | Charteinstieg: 25. Juli 2020 Verkäufe: + 500.000                                                                                                  |
| 2020 | Bad Energy Legends Never Die                         | — | — | — | — | US16 Gold · (2 Wo.)US | Charteinstieg: 25. Juli 2020 Verkäufe: + 500.000                                                                                                  |
| 2020 | Stay High Legends Never Die                          | — | — | — | UK— SilberUK | US34 Platin · (2 Wo.)US | Charteinstieg: 25. Juli 2020 Verkäufe: + 1.200.000                                                                                                |
| 2020 | Fighting Demons Legends Never Die                    | — | — | — | — | US35 Gold · (2 Wo.)US | Charteinstieg: 25. Juli 2020 Verkäufe: + 500.000                                                                                                  |
| 2020 | Up Up and Away Legends Never Die                     | — | — | — | — | US42 Gold · (2 Wo.)US | Charteinstieg: 25. Juli 2020 Verkäufe: + 500.000                                                                                                  |
| 2020 | Screw Juice Legends Never Die                        | — | — | — | — | US46 Gold · (2 Wo.)US | Charteinstieg: 25. Juli 2020 Verkäufe: + 500.000                                                                                                  |
| 2020 | I Want It Legends Never Die                          | — | — | — | — | US47 Gold · (1 Wo.)US | Charteinstieg: 25. Juli 2020 Verkäufe: + 500.000                                                                                                  |
| 2020 | Can’t Die Legends Never Die                          | — | — | — | — | US50 Gold · (2 Wo.)US | Charteinstieg: 25. Juli 2020 Verkäufe: + 500.000                                                                                                  |
| 2020 | Man of the Year Legends Never Die                    | — | — | — | UK— SilberUK | US51 Gold · (2 Wo.)US | Charteinstieg: 25. Juli 2020 Verkäufe: + 700.000                                                                                                  |
| 2021 | Matt Hardy 999 Trip at Knight                        | — | — | — | UK82 (1 Wo.)UK | US49 Gold · (2 Wo.)US | Charteinstieg: 2. September 2021 Verkäufe: + 500.000; mit Trippie Redd                                                                            |
| 2021 | Burn Fighting Demons                                 | — | — | CH100 (1 Wo.)CH | UK55 (1 Wo.)UK | US34 (4 Wo.)US | Charteinstieg: 19. Dezember 2021 |
| 2021 | Feline Fighting Demons                               | — | — | — | — | US56 (1 Wo.)US | Charteinstieg: 25. Dezember 2021 feat. Polo G & Trippie Redd                                                                                      |
| 2021 | Rockstar in His Prime Fighting Demons                | — | — | — | — | US63 (1 Wo.)US | Charteinstieg: 25. Dezember 2021 |
| 2021 | You Wouldn’t Understand Fighting Demons              | — | — | — | — | US64 (1 Wo.)US | Charteinstieg: 25. Dezember 2021 |
| 2021 | Doom Fighting Demons                                 | — | — | — | — | US75 (1 Wo.)US | Charteinstieg: 25. Dezember 2021 |
| 2021 | Go Hard Fighting Demons                              | — | — | — | — | US76 (1 Wo.)US | Charteinstieg: 25. Dezember 2021 |
| 2021 | Not Enough Fighting Demons                           | — | — | — | — | US80 (1 Wo.)US | Charteinstieg: 25. Dezember 2021 |
| 2021 | From My Window Fighting Demons                       | — | — | — | — | US86 (1 Wo.)US | Charteinstieg: 25. Dezember 2021 |
| 2021 | Relocate Fighting Demons                             | — | — | — | — | US87 (1 Wo.)US | Charteinstieg: 25. Dezember 2021 |
| 2021 | Feel Alone Fighting Demons                           | — | — | — | — | US98 (1 Wo.)US | Charteinstieg: 25. Dezember 2021 |
| 2022 | Sometimes Fighting Demons                            | — | — | — | — | US57 (1 Wo.)US | Charteinstieg: 2. April 2022 |
| 2024 | Empty Out Your Pockets The Party Never Ends          | — | — | — | UK55 (5 Wo.)UK | US56 (5 Wo.)US | Charteinstieg: 12. Dezember 2024 |
| 2024 | Misfit The Party Never Ends                          | — | — | — | UK87 (1 Wo.)UK | US65 (1 Wo.)US | Charteinstieg: 12. Dezember 2024 |
| 2024 | The Party Never Ends                                 | — | — | — | — | US80 (1 Wo.)US | Charteinstieg: 14. Dezember 2024 |
| 2024 | KTM Drip The Party Never Ends                        | — | — | — | — | US91 (1 Wo.)US | Charteinstieg: 14. Dezember 2024 |
| 2024 | Cuffed The Party Never Ends                          | — | — | — | — | US95 (1 Wo.)US | Charteinstieg: 14. Dezember 2024 |

### Als Gastmusiker
| Jahr | Titel Album                                 | Höchstplatzierung, Gesamtwochen, AuszeichnungChartplatzierungen (Jahr, Titel, Album, Platzierungen, Wochen, Auszeichnungen, Anmerkungen) | Höchstplatzierung, Gesamtwochen, AuszeichnungChartplatzierungen (Jahr, Titel, Album, Platzierungen, Wochen, Auszeichnungen, Anmerkungen) | Höchstplatzierung, Gesamtwochen, AuszeichnungChartplatzierungen (Jahr, Titel, Album, Platzierungen, Wochen, Auszeichnungen, Anmerkungen) | Höchstplatzierung, Gesamtwochen, AuszeichnungChartplatzierungen (Jahr, Titel, Album, Platzierungen, Wochen, Auszeichnungen, Anmerkungen) | Höchstplatzierung, Gesamtwochen, AuszeichnungChartplatzierungen (Jahr, Titel, Album, Platzierungen, Wochen, Auszeichnungen, Anmerkungen) | Anmerkungen |
| Jahr | Titel Album                                 | DE | AT | CH | UK | US | Anmerkungen |
| --- | ------------------------------------------- | --- | --- | --- | --- | --- | --- |
| 2019 | Hate Me Brightest Blue                      | DE70 Gold · (8 Wo.)DE | AT51 (4 Wo.)AT | — | UK33 Platin · (10 Wo.)UK | US56 ×3Dreifachplatin · (20 Wo.)US | Erstveröffentlichung: 26. Juni 2019 Verkäufe: + 4.155.000; Ellie Goulding feat. Juice Wrld                               |
| Posthume Veröffentlichungen |                                             | | | | | | |
| |                                             | | | | | | |
| 2020 | Godzilla Music to Be Murdered By            | DE16 Platin · (10 Wo.)DE | AT6 ×2Doppelplatin · (15 Wo.)AT | CH4 (15 Wo.)CH | UK1 ×2Doppelplatin · (19 Wo.)UK | US3 ×3Dreifachplatin · (20 Wo.)US | Erstveröffentlichung: 31. Januar 2020 Verkäufe: + 6.220.000; Eminem feat. Juice Wrld                                     |
| 2020 | PTSD                                        | — | — | — | — | US38 Platin · (5 Wo.)US | Erstveröffentlichung: 28. Februar 2020 Verkäufe: + 1.000.000; G Herbo feat. Chance the Rapper, Juice Wrld & Lil Uzi Vert |
| 2023 | Doomsday –                                  | — | — | — | UK92 (1 Wo.)UK | US58 Gold · (1 Wo.)US | Erstveröffentlichung: 23. Juni 2023 Lyrical Lemonade feat. Juice Wrld (UK) / Juice Wrld & Cordae (US)                    |
| Folgende Lieder erschienen nicht als Single, wurden aber durch das Album zum Download und Streaming bereitgestellt und konnten somit eine Platzierung erlangen: |                                             | | | | | | |
| |                                             | | | | | | |
| 2018 | Yacht Club Nuthin’ 2 Prove                  | — | — | — | — | US91 ×2Doppelplatin · (1 Wo.)US | Charteinstieg: 3. November 2018 Verkäufe: + 2.035.000; Lil Yachty feat. Juice Wrld                                       |
| 2018 | 1400 / 999 Freestyle A Love Letter to You 3 | — | — | — | UK— SilberUK | US55 ×3Dreifachplatin · (3 Wo.)US | Charteinstieg: 24. November 2018 Verkäufe: + 3.460.000; Trippie Redd feat. Juice Wrld                                    |
| 2018 | Nuketown Stokeley                           | — | — | — | UK— SilberUK | US63 ×2Doppelplatin · (6 Wo.)US | Charteinstieg: 15. Dezember 2018 Verkäufe: + 2.200.000; Ski Mask the Slump God feat. Juice Wrld                          |
| 2019 | Demons and Angels Hoodie SZN                | — | — | — | — | US90 Platin · (3 Wo.)US | Charteinstieg: 5. Januar 2019 Verkäufe: + 1.080.000; A Boogie wit da Hoodie feat. Juice Wrld                             |
| 2019 | 6 Kiss A Love Letter to You 4               | — | — | — | — | US60 Platin · (4 Wo.)US | Charteinstieg: 7. Dezember 2019 Verkäufe: + 1.000.000; Trippie Redd feat. Juice Wrld & YNW Melly                         |
| 2020 | Flex The Goat                               | — | — | — | UK91 Silber · (1 Wo.)UK | US30 ×3Dreifachplatin · (9 Wo.)US | Charteinstieg: 28. Mai 2020 Verkäufe: + 3.440.000; Polo G feat. Juice Wrld                                               |
| 2020 | Blastoff B4 the Storm                       | — | — | — | UK90 (1 Wo.)UK | US79 Platin · (1 Wo.)US | Charteinstieg: 4. September 2020 Verkäufe: + 1.080.000; Internet Money feat. Juice Wrld & Trippie Redd                   |
| 2021 | Rich Nigga Shit Punk                        | — | — | — | — | US78 (1 Wo.)US | Charteinstieg: 30. Oktober 2021 Young Thug feat. Juice Wrld                                                              |
| 2022 | Juice Wrld Did God Did                      | — | — | — | — | US55 (1 Wo.)US | Charteinstieg: 10. September 2022 DJ Khaled feat. Juice Wrld                                                             |
| 2023 | Knight Crawler Mansion Musik                | — | — | — | — | US52 (2 Wo.)US | Charteinstieg: 4. Februar 2023 Trippie Redd feat. Juice Wrld                                                             |
| 2023 | Cross the Globe Almost Healed               | — | — | — | — | US68 (1 Wo.)US | Charteinstieg: 10. Juni 2023 Lil Durk feat. Juice Wrld                                                                   |

## Musikvideos
| Jahr | Titel                        | Regie             |
| ---- | ---------------------------- | ----------------- |
| 2018 | All Girls are the Same       | Cole Bennett      |
| 2018 | Lucid Dreams                 | Cole Bennett      |
| 2018 | Lean wit Me                  | Sherif Alabede    |
| 2018 | Black & White                | R.J. Sanchez      |
| 2018 | No Issue (mit Future)        | Cole Bennett      |
| 2018 | Wrld on Drugs (mit Future)   | Spike Jordan      |
| 2018 | Realer N Realer (mit Future) | Rick Nyce         |
| 2018 | Armed and Dangerous          | Cole Bennett      |
| 2019 | Robbery                      | Cole Bennett      |
| 2019 | Hear Me Calling              | Bradley and Pablo |
| 2019 | Fast                         |                   |

## Promoveröffentlichungen
Promo-Singles

| Jahr | Titel Album                       | Höchstplatzierung, Gesamtwochen, AuszeichnungChartplatzierungen (Jahr, Titel, Album, Platzierungen, Wochen, Auszeichnungen, Anmerkungen) | Höchstplatzierung, Gesamtwochen, AuszeichnungChartplatzierungen (Jahr, Titel, Album, Platzierungen, Wochen, Auszeichnungen, Anmerkungen) | Höchstplatzierung, Gesamtwochen, AuszeichnungChartplatzierungen (Jahr, Titel, Album, Platzierungen, Wochen, Auszeichnungen, Anmerkungen) | Höchstplatzierung, Gesamtwochen, AuszeichnungChartplatzierungen (Jahr, Titel, Album, Platzierungen, Wochen, Auszeichnungen, Anmerkungen) | Höchstplatzierung, Gesamtwochen, AuszeichnungChartplatzierungen (Jahr, Titel, Album, Platzierungen, Wochen, Auszeichnungen, Anmerkungen) | Anmerkungen                                                                               |
| Jahr | Titel Album                       | DE | AT | CH | UK | US | Anmerkungen                                                                               |
| ---- | --------------------------------- | --- | --- | --- | --- | --- | ----------------------------------------------------------------------------------------- |
| 2018 | MoshPit Dying to Live             | — | — | — | — | US58 Gold · (1 Wo.)US | Erstveröffentlichung: 12. Dezember 2018 Verkäufe: + 500.000; Kodak Black feat. Juice Wrld |
| 2021 | Girl of My Dreams Fighting Demons | — | — | — | — | US29 (1 Wo.)US | Erstveröffentlichung: 10. Dezember 2021 Verkäufe: + 20.000; feat. Suga of BTS             |

## Statistik

### Chartauswertung
|                     | DE    | AT    | CH    | UK    | US    |
| ------------------- | ----- | ----- | ----- | ----- | ----- |
| Nummer-eins-Alben   | DE—DE | AT—AT | CH—CH | UK1UK | US2US |
| Top-10-Alben        | DE1DE | AT2AT | CH1CH | UK3UK | US6US |
| Alben in den Charts | DE6DE | AT6AT | CH6CH | UK6UK | US6US |

|                       | DE     | AT     | CH     | UK     | US     |
| --------------------- | ------ | ------ | ------ | ------ | ------ |
| Nummer-eins-Singles   | DE—DE  | AT—AT  | CH—CH  | UK1UK  | US—US  |
| Top-10-Singles        | DE—DE  | AT1AT  | CH1CH  | UK3UK  | US9US  |
| Singles in den Charts | DE14DE | AT16AT | CH19CH | UK35UK | US79US |

### Auszeichnungen für Musikverkäufe
| Land/RegionAuszeichnungen für Musikverkäufe (Land/Region, Auszeichnungen, Verkäufe, Quellen) | Silber       | Gold         | Platin         | Diamant     | Verkäufe    | Quellen              |
| -------------------------------------------------------------------------------------------- | ------------ | ------------ | -------------- | ----------- | ----------- | -------------------- |
| Australien (ARIA)                                                                            | —            | 7× Gold7     | 26× Platin26   | —           | 2.065.000   | aria.com.au          |
| Belgien (BRMA)                                                                               | —            | —            | 4× Platin4     | —           | 100.000     | ultratop.be          |
| Brasilien (PMB)                                                                              | —            | 11× Gold11   | 11× Platin11   | 2× Diamant2 | 980.000     | pro-musicabr.org.br  |
| Dänemark (IFPI)                                                                              | —            | 10× Gold10   | 15× Platin15   | —           | 1.230.000   | ifpi.dk              |
| Deutschland (BVMI)                                                                           | —            | 9× Gold9     | 2× Platin2     | —           | 2.400.000   | musikindustrie.de    |
| Finnland (IFPI)                                                                              | —            | Gold1        | 9× Platin9     | —           | 330.000     | Einzelnachweise      |
| Frankreich (SNEP)                                                                            | —            | 5× Gold5     | Platin1        | —           | 600.000     | snepmusique.com      |
| Griechenland (IFPI)                                                                          | —            | 2× Gold2     | 3× Platin3     | —           | 80.000      | Einzelnachweise      |
| Italien (FIMI)                                                                               | —            | 6× Gold6     | 2× Platin2     | —           | 325.000     | fimi.it              |
| Kanada (MC)                                                                                  | —            | 10× Gold10   | 59× Platin59   | Diamant1    | 5.920.000   | musiccanada.com      |
| Neuseeland (RMNZ)                                                                            | —            | 3× Gold3     | 33× Platin33   | —           | 900.000     | radioscope.co.nz NZ2 |
| Niederlande (NVPI)                                                                           | —            | —            | 2× Platin2     | —           | 110.000     | nvpi.nl              |
| Österreich (IFPI)                                                                            | —            | 4× Gold4     | 5× Platin5     | —           | 210.000     | ifpi.at              |
| Polen (ZPAV)                                                                                 | —            | 10× Gold10   | 14× Platin14   | —           | 815.000     | olis.pl              |
| Portugal (AFP)                                                                               | —            | 11× Gold11   | 9× Platin9     | —           | 143.500     | Einzelnachweise      |
| Schweden (IFPI)                                                                              | —            | —            | Platin1        | —           | 80.000      | sverigetopplistan.se |
| Singapur (RIAS)                                                                              | —            | Gold1        | —              | —           | 5.000       | rias.org.sg          |
| Spanien (Promusicae)                                                                         | —            | 2× Gold2     | 2× Platin2     | —           | 180.000     | elportaldemusica.es  |
| Vereinigte Staaten (RIAA)                                                                    | —            | 23× Gold23   | 113× Platin113 | Diamant1    | 134.500.000 | riaa.com             |
| Vereinigtes Königreich (BPI)                                                                 | 26× Silber26 | 8× Gold8     | 17× Platin17   | —           | 17.260.000  | bpi.co.uk            |
| Insgesamt                                                                                    | 26× Silber26 | 123× Gold123 | 328× Platin328 | 4× Diamant4 |             |                      |